# Зингшпіль
Зингшпіль (нім. Singspiel, від sing — співати, spiel — грати) — форма музичної вистави, властива для Німеччини та Австрії, у якій поєднуються спів і діалоги.
На формування жанру вплинули англійські баладні опери («Опера жебрака» Джона Гея на музику Пепуша та ін.).
Обробка баладної опери ірландського драматурга Ч. Коффі «Чорт на свободі» Й. Г. Штандфусом, що була поставлена у 1752 році у Лейпцигу, вважається першою постановкою зингшпілю. Класичні зразки зингшпілю — «Викрадення із сералю» і «Директор театру» Моцарта. У комічній опері «Чарівна флейта» (1791) Моцарт взяв за основу зингшпіль.
Зингшпілі в наш час здебільшого називають операми, хоча від опери вони відрізняються відсутністю речитативів. Для зингшпілю характерне використання різноманітної тематики — від низько-побутової до філософської. Він став жанром, здатним виражати ідейні міфи певного історичного часу і на його основі формувалася романтична опера.